# Oenopota kazusensis
Oenopota kazusensis é uma espécie de gastrópode do gênero Oenopota, pertencente a família Mangeliidae.